# Silke Hörner
Silke Hörner (Leipzig, 12. rujna 1965.) je bivša istočnonjemačka plivačica.
Dvostruka je olimpijska pobjednica u plivanju.